# تيغيغيوراو
تيغيغيوراو (بالإنجليزية: City of Tuguegarao) هي مدينة في الفلبين، تتبع كاغايان، هي عاصمة كاغايان، بلغ عدد سكانها 153٬502  نسمة، في 2015، تبلغ مساحتها 144٫80 كيلومتر مربع، رمزها البريدي هو 3500.

## الموقع
تشترك في الحدود مع:
- Solana, Cagayan [الإنجليزية]‏
- San Pablo, Isabela [الإنجليزية]‏.

## المناخ
يظهر الجدول التالي التغييرات المناخية على مدار السنة لتيغيغيوراو:
| البيانات المناخية لـتيغيغيوراو                       | البيانات المناخية لـتيغيغيوراو | البيانات المناخية لـتيغيغيوراو | البيانات المناخية لـتيغيغيوراو | البيانات المناخية لـتيغيغيوراو | البيانات المناخية لـتيغيغيوراو | البيانات المناخية لـتيغيغيوراو | البيانات المناخية لـتيغيغيوراو | البيانات المناخية لـتيغيغيوراو | البيانات المناخية لـتيغيغيوراو | البيانات المناخية لـتيغيغيوراو | البيانات المناخية لـتيغيغيوراو | البيانات المناخية لـتيغيغيوراو | البيانات المناخية لـتيغيغيوراو |
| الشهر                                                | يناير                          | فبراير                         | مارس                           | أبريل                          | مايو                           | يونيو                          | يوليو                          | أغسطس                          | سبتمبر                         | أكتوبر                         | نوفمبر                         | ديسمبر                         | المعدل السنوي                  |
| ---------------------------------------------------- | ------------------------------ | ------------------------------ | ------------------------------ | ------------------------------ | ------------------------------ | ------------------------------ | ------------------------------ | ------------------------------ | ------------------------------ | ------------------------------ | ------------------------------ | ------------------------------ | ------------------------------ |
| الدرجة القصوى °م (°ف)                                | 37.2 (99.0)                    | 38.4 (101.1)                   | 40.0 (104.0)                   | 42.2 (108.0)                   | 42.2 (108.0)                   | 41.7 (107.1)                   | 41.0 (105.8)                   | 39.4 (102.9)                   | 38.9 (102.0)                   | 38.5 (101.3)                   | 37.8 (100.0)                   | 38.5 (101.3)                   | 42.2 (108.0)                   |
| متوسط درجة الحرارة الكبرى °م (°ف)                    | 28.4 (83.1)                    | 30.5 (86.9)                    | 33.1 (91.6)                    | 35.4 (95.7)                    | 35.8 (96.4)                    | 35.1 (95.2)                    | 33.9 (93.0)                    | 33.5 (92.3)                    | 32.9 (91.2)                    | 31.4 (88.5)                    | 29.6 (85.3)                    | 27.8 (82.0)                    | 32.3 (90.1)                    |
| المتوسط اليومي °م (°ف)                               | 23.7 (74.7)                    | 24.9 (76.8)                    | 27.0 (80.6)                    | 29.0 (84.2)                    | 29.5 (85.1)                    | 29.3 (84.7)                    | 28.6 (83.5)                    | 28.3 (82.9)                    | 27.9 (82.2)                    | 26.7 (80.1)                    | 25.3 (77.5)                    | 23.6 (74.5)                    | 27.0 (80.6)                    |
| متوسط درجة الحرارة الصغرى °م (°ف)                    | 18.9 (66.0)                    | 19.3 (66.7)                    | 20.9 (69.6)                    | 22.6 (72.7)                    | 23.2 (73.8)                    | 23.4 (74.1)                    | 23.2 (73.8)                    | 23.2 (73.8)                    | 22.8 (73.0)                    | 22.0 (71.6)                    | 21.0 (69.8)                    | 19.4 (66.9)                    | 21.7 (71.1)                    |
| أدنى درجة حرارة °م (°ف)                              | 12.0 (53.6)                    | 12.9 (55.2)                    | 14.0 (57.2)                    | 16.3 (61.3)                    | 17.5 (63.5)                    | 17.0 (62.6)                    | 17.0 (62.6)                    | 19.0 (66.2)                    | 17.6 (63.7)                    | 14.8 (58.6)                    | 12.8 (55.0)                    | 12.0 (53.6)                    | 12.0 (53.6)                    |
| معدل هطول الأمطار مم (إنش)                           | 32.7 (1.29)                    | 27.3 (1.07)                    | 28.6 (1.13)                    | 47.2 (1.86)                    | 128.2 (5.05)                   | 157.5 (6.20)                   | 195.3 (7.69)                   | 247.1 (9.73)                   | 221.4 (8.72)                   | 298.5 (11.75)                  | 230.0 (9.06)                   | 122.3 (4.81)                   | 1٬736٫2 (68.35)                |
| متوسط الأيام الممطرة (≥ 0.1 mm)                      | 8                              | 6                              | 5                              | 6                              | 11                             | 12                             | 15                             | 15                             | 14                             | 15                             | 15                             | 12                             | 134                            |
| متوسط الرطوبة النسبية (%)                            | 80                             | 77                             | 74                             | 70                             | 70                             | 70                             | 71                             | 72                             | 73                             | 75                             | 78                             | 80                             | 74                             |
| ساعات سطوع الشمس الشهرية                             | 135.4                          | 174.9                          | 218.3                          | 253.3                          | 230.9                          | 231.9                          | 223.2                          | 172.0                          | 158.4                          | 142.2                          | 119.0                          | 128.2                          | 2٬187٫7                        |
| المصدر #1: PAGASA                                    |                                |                                |                                |                                |                                |                                |                                |                                |                                |                                |                                |                                |                                |
| المصدر #2: الأرصاد الجوية الألمانية (sun, 1961–1990) |                                |                                |                                |                                |                                |                                |                                |                                |                                |                                |                                |                                |                                |

## أعلام
- رالف غوزمان
- بينيتو إراولا تي دي ليون
- رومل أدوكول
- لوتشو أيالا